# صديق (اسم)
صديق هو اسم علم مذكر من أصل عربي، ومعناه هو الكثير الصدق، الكامل في صراحته، الذي يطابق قوله فعله الدائم التصديق لغيره؛ وقد مال المسلمون إلى التسمية به حبًا بأبي بكر الصديق رفيق رسول الله ﷺ منذ بدء الإسلام حتى وفاة حبيبه المصطفى ﷺ، مؤنثه صديقة وسموا به.

## الأصل اللغوي
يعود الادصل لكلمة صدق وهي الفعل الثلاثي التي اشتقت منة بحيث تكون المشتقات صداق مصدوق مصدق (اسم فاعل واسم مفعول و اسم مكان).واصدق اسم ثفضيل اما اسم صديق فوزنه هو فعيل لذلك يكون اسما علما وهذا هو الاصل اللغوي

## شخصيات تحمل الاسم
- صديق (ممثل هندي، 28 أغسطس 1962 – )
- صديق البنا (1935 – )
- صديق الدملوجي (1880 – 1958)
- صديق المنشاوي (قارئ قرآن مصري، 13 فبراير 1895 – 1984)
- صديق بردجا (20 سبتمبر 1983[4] – )
- صديق سرحان (1950 – )
- صديق محمد منزول (لاعب كرة قدم سوداني، 1932 – 11 أبريل 2003)
- صديق مصطفى

## وصلات خارجية
- موسوعة السلطان قابوس لأسماء العرب نسخة محفوظة 5 أبريل 2019 على موقع واي باك مشين.